# José García Barzanallana
José García Barzanallana y García de Frías (Madrid, 24 de febrer de 1819 - 21 de febrer de 1903) fou un advocat i polític espanyol, de família asturiana. Va ser ministre d'Hisenda durant el regnat d'Alfons XII.

## Biografia
Llicenciat en Dret per la Universitat de Barcelona en 1839 la seva carrera política s'inicia en 1857 quan va obtenir una acta de diputat per Terol. En els dos següents processos electorals no va resultar elegit pel que no va retornar al Congrés fins a 1864 quan va obtenir un escó per la circumscripció de Lugo repetint en les eleccions de 1867 per Guadalajara. Posteriorment, en 1876, va resultar elegit senador per Lugo passant en 1877 a ser nomenat senador vitalici.
Va ser ministre d'Hisenda entre el 25 de juliol de 1876 i l'11 de juliol de 1877 en alguns dels governs que va presidir Antonio Cánovas del Castillo.
Durant la seva llarga carrera en l'Administració Pública va ocupar entre altres els càrrecs de Director de Duanes, d'Impostos i del Deute, president del Tribunal de Comptes (1884), governador del Banc d'Espanya (1895 - 1897), i director de la Compañía Arrendataria de Tabacos.
També va dirigir el diari madrileny "El Tiempo" en 1870 i va ser acadèmic de les Acadèmies de la Història i de Ciències Morals, Polítiques i de Jurisprudència.

## Obres
- Lecciones de legislación de Aduanas (1850)
- Breves reflexiones sobre el comercio español y la renta de Aduanas (1854)
- La liga aduanera Ibérica (1862)
- Política comercial de España (1868)
- La contribución territorial en España (1884)
- La población de España (1872)